# Littlestown
Littlestown è un comune degli Stati Uniti d'America nella Contea di Adams, in Pennsylvania. La sua popolazione al censimento del 2000 era di 3.947 abitanti.

## Storia
Fondata nel 1760, la città fu prima denominata Petersburg (ovvero Pietroburgo), vi era però una città vicina con lo stesso nome (ora quel comune è stato chiamato York Springs) e alla fine cambiò il suo nome in Littlestown (si trattava in realtà di una traduzione dal tedesco di "Kleine Stedtle") nel 1795.

## Società

### Evoluzione demografica
La composizione etnica della zona vede una prevalenza della razza bianca (97.26%)
| Borough di Littlestown Popolazione |       |
| 2000                               | 3.947 |
| Stima al 01-07-07                  | 4.117 |